# 16 Ochotniczy Pułk Jegrów
16 Ochotniczy Pułk Jegrów (niem. Freijäger-Regiment 16, ros. 16-й егерский добровольческий полк) – kolaboracyjny ochotniczy oddział wojskowy Wehrmachtu złożony z Rosjan podczas II wojny światowej.
W czerwcu 1942 r. w składzie niemieckiej 16 Armii gen. Ernsta Buscha Grupy Armii "Północ" został sformowany batalion, złożony z b. jeńców wojennych z Armii Czerwonej. Składał się z sześciu ochotniczych kompanii piechoty i baterii artylerii. Żołnierze byli uzbrojeni w zdobyczną broń sowiecką. W październiku 1942 r. batalion został rozwinięty we Freijäger-Regiment 16 w składzie trzech batalionów, dwóch baterii artylerii i kompanii łączności. Pułk prowadził działania antypartyzanckie na okupowany północnych terenach ZSRR. W poł. stycznia 1943 r. pułk został rozformowany. Na bazie jego poszczególnych batalionów utworzono 667 Batalion Wschodni, 668 Batalion Wschodni i 669 Batalion Wschodni. Baterie artylerii zostały przekształcone w 670 Wschodnią Baterię Artylerii, zaś kompania łączności w 671 Wschodnią Kompanię Łączności.